# Otter Creek Township (comté de Lucas, Iowa)
Otter Creek Township est un township du comté de Lucas en Iowa, aux États-Unis,.
Il est fondé en 1853.

## Source de la traduction
- (en) Cet article est partiellement ou en totalité issu de l’article de Wikipédia en anglais intitulé « Otter Creek Township, Lucas County, Iowa » (voir la liste des auteurs).